# Лёвин, Пётр Алексеевич
Пётр Алексеевич Левин — советский хозяйственный, государственный и политический деятель.

## Биография
Родился в 1927 году в селе Юденки. Член КПСС.
Окончил Днепропетровский институт инженеров железнодорожного транспорта, Высшую партийную школу при ЦК КПСС. С 1947 года — на хозяйственной, общественной и политической работе. В 1947—1991 гг. — на инженерных и партийных должностях на Канашском вагоноремонтном заводе, министр местной промышленности Чувашской АССР, первый секретарь Чебоксарского горкома КПСС, первый заместитель Председателя Совета Министров Чувашской АССР, второй секретарь Чувашского обкома КПСС.
Избирался депутатом Верховного Совета РСФСР 10-го и 11-го созывов.
Умер в 2002 году в Чебоксарах.

## Семья
Жена — Лёвина Зинаида Алексеевна (1927 г. р.).